# (4509) Gorbatskij
(4509) Gorbatskij – planetoida z pasa głównego asteroid okrążająca Słońce w ciągu 4 lat i 216 dni w średniej odległości 2,76 j.a. Została odkryta 23 września 1917 roku w Obserwatorium Simejiz na górze Koszka na Półwyspie Krymskim przez Siergieja Bielawskiego. Nazwa planetoidy pochodzi od Witalija Gierasimowicza Gorbackiego (ur. 1920), rosyjskiego astronoma. Przed nadaniem nazwy planetoida nosiła oznaczenie tymczasowe (4509) A917 SG.